# Hinterlader

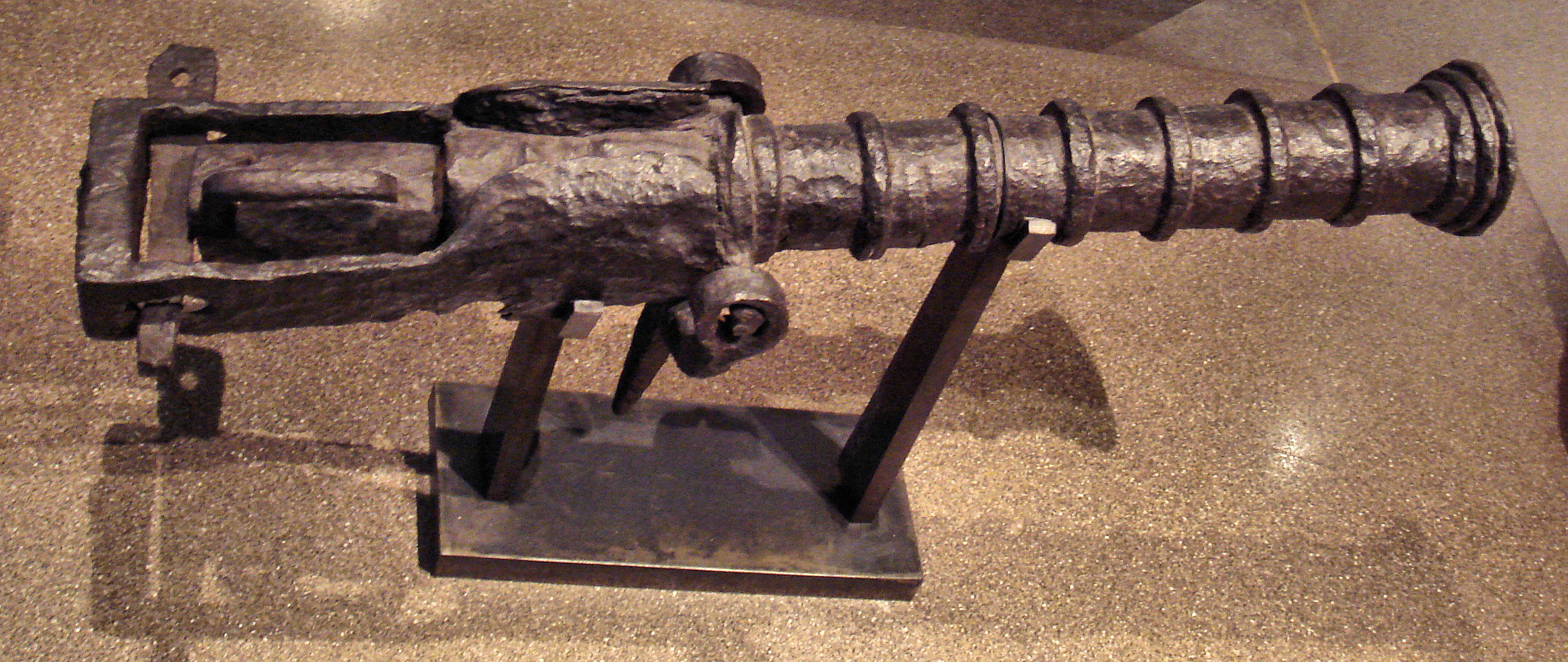
Hinterladergeschütz aus dem Jahre 1410

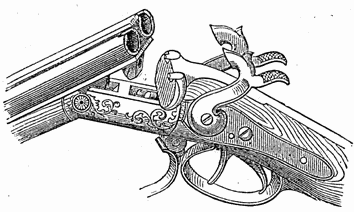
Lefaucheux-Gewehr mit Bügelverschluss (Einzel- und Hinterlader)

Animation eines Geschützturms mit Hinterladerprinzip

Hinterlader ist ein Begriff zur Typologie von Waffen. Klassifiziert werden damit Schusswaffen, deren Lauf an beiden Enden offen ist und bei denen das Projektil und die Treibladung durch die hintere Öffnung in die Kammer gebracht werden. Meist wird dazu eine Patrone verwendet. Die Ladeseite des Laufs wird durch den Verschluss der Waffe abgedichtet, der typischerweise auch die Auslösevorrichtung enthält.

## Vorteile und Nachteile
Hauptvorteile des Hinterladers bei Handfeuerwaffen und Geschützen sind, im Gegensatz zum Vorderlader, bei Verwendung einer Patrone die bedeutend erhöhte Feuerrate und die weniger relevante etwas bessere Deckung. Während beim Vorderlader der Schütze Treibladung und Projektil durch die Laufmündung laden muss, können beim Hinterlader Treibladung und Geschoss einfach nachgeführt werden, was ein Nachladen hinter einer Deckung schneller macht und den Weg für vorgefertigte Treibladungen bereitete. Grundsätzlich ist die Ladungszuführung bei einer Schusswaffe von der normalen Schützenposition hinter dem Rohr vorteilhaft, weil durch die Vereinfachung die Bedienung beschleunigt wird. Gleichzeitig bietet die Konfektionierung vorgefertigter Ladungen die Sicherheit gleichbleibender ballistischer Eigenschaften und logistische Vorteile für die Vorhaltung verschiedener Ladungs- und Projektilkombinationen. Hinter dem Rohr ist der Schutz des Schützen einfacher zu realisieren. Bei Handfeuerwaffen ist das Laden auch im Liegen möglich, da der Schütze nicht mehr die Kugel mittels Ladestocks in den Lauf treiben muss. Der Schütze bildet also für den Gegner ein erheblich kleineres Ziel. Bei Geschützen ist die beim Abschuss freiwerdende Energie, die das Geschoss aus dem Rohr treibt, durch vorgefertigte Treibladungen berechenbarer. Dadurch werden Schussweite und Zuverlässigkeit gesteigert.
Ein sehr geringer Nachteil ist der höhere Aufwand, der für Fertigung und Betrieb der notwendigen Verschluss- und Munitionszuführungssysteme anfällt, der in den modernen Industrienationen binnen weniger Jahre durch ausgeklügelte Logistik und Technologie egalisiert wurde.
Bei Feuerwaffen werden Ladung und Projektil geladen, bei Druckluftwaffen wird nur das Projektil geladen und das Geschoss mittels komprimierter kalter Gase durch den Lauf getrieben. Dies gilt auch für die meisten Federdruckwaffen. Federkraftwaffen hingegen übertragen die Kraft direkt auf das Projektil. Sofern das Geschoss von hinten geladen wird, sind alle vorstehenden Waffen Hinterlader, auch wenn sie nicht zu den Feuerwaffen zählen.

## Geschichte
Erste Hinterladergeschütze auf Schiffen gab es nachweislich bereits im frühen 15. Jahrhundert. Erste Versuche mit Hinterlader-Handbüchsen lassen sich ebenfalls bis in das späte 15. Jahrhundert zurückverfolgen, die jedoch aufgrund zahlreicher technischer Probleme noch keine weitere Verbreitung fanden. Hinterlader von Ernst Friedrich von Holtzmann wurden zwar von Friedrich dem Großen im Krieg eingesetzt, jedoch wieder verworfen. Der König Friedrich Wilhelm I. hatte sich über diese sogar lustig gemacht. Das erste praxistaugliche Hinterladergewehr, das Dreysesche Zündnadelgewehr, wurde 1836 gebaut. Es ist die Entwicklungsbasis für Repetierwaffen und Selbstlader. 1837 erhielt der US-Amerikaner Thomas McCarty das US-Patent-Nr. 147 für eine Kipplaufwaffe als Hinterlader.
Der erste Einsatz durch die preußische Armee erfolgte 1849 bei der Niederschlagung der Aufstände während der deutschen Revolution und im Schleswig-Holsteinischen Krieg. Auch der Sieg der preußischen Armee über die dänische Armee an den Düppeler Schanzen im Deutsch-Dänischen Krieg 1864 geht mindestens zum Teil auf die Verwendung von Hinterladergewehren durch die Preußen zurück; die dänische Armee verwendete Vorderladergewehre.
Nach dem preußischen Erfolg in der Schlacht von Königgrätz im Deutschen Krieg 1866 konnten sich Hinterladergewehre schließlich durchsetzen.
Hinterlader sind heute Stand der Technik für alle Schusswaffen (mit Ausnahme einiger Granatwerfer/leichter Mörser). Dazu wurden je nach Anwendung und Größe der Waffen die unterschiedlichsten Systeme entwickelt.

## Sonstiges
Hinterlader ist ein derb und abwertend verstandener Ausdruck für männliche Homosexuelle.